# Елиезер Папо
Елиезер Папо (Сарајево, 25. април 1969) је јеврејски, босанскохерцеговачки и српски књижевник, правник, професор хебрејске књижевности на Универзитету Бен-Гурион, нерезидентни рабин за Босну и Херцеговину и сарадник Центра за студије јеврејске уметности и културе Филозофског факултета Универзитета у Београду.
Члан је Израелске националне академије за ладино и дописни члан Шпанске краљевске академије.
Његов историјски роман Сарајевска мегила је 2001. године ушао у ужи избор за НИН-ову награду за роман године.

## Биографија

### Образовање
Рођен је 25. априла 1969. године у Сарајеву. Завршио је студије 1991. године на Правном факултету Универзитета у Сарајеву, а наредне 1992. године се одселио у Израел. У Старом граду Јерусалима уписује јешиву и стиче класично рабинско образовање. Од 1997. године је нерезидентни рабин Босне и Херцеговине.
Потом уписује магистарске студије хебрејског језика на Департману за хебрејски језик Хебрејског универзитета у Јерусалиму, које успешно завршава 2004. године одбраном магистарског рада на тему Књижевна, језичка и социолошка анализа театарских дела Лауре Папо Бохорете, а током студија је награђен од Националне управе за ладино и његову културу као истакнути студент магистарских студија. Добио је и Награду за истакнуту магистарску тезу 2005. године од стране Министарства просвете Државе Израел.
Докторирао је 2008. године на Факултету хуманистичких и друштвених наука Универзитета Бен-Гурион у Негеву са докторском дисертацијом на тему И ти ћеш се шалити са својим сином: Јудео-шпанске пародије на пасхалну хагаду. За време школовања је био носилац факултетске стипендије за студенте докторских студија. Од Националне управе за ладино и његову културу је неколико пута добио и награду за истакнутог студента докторских студија.

### Академска каријера
Између 1997. и 2002. године, Папо је радио као истраживач и асистент на Департману за хебрејски језик Хебрејског универзитета у Јерусалиму. Од 2002. до 2004. године радио је као спољни сарадник Одељења за сефардско и оријентално наслеђе Универзитета Бен-Гурион. У звање асистента на Департману за хебрејску књижевност Универзитета Бен-Гурион изабран је 2004. године.
Од 2008. године је запослен као предавач на Универзитету Бен-Гурион у Негеву, где је прошао избор у сва научна звања до ранга професора на постдокторским студијама. Исте године је постао и гостујући предавач на Универзитету Стенфорд.
Од 2003. године обавља дужност заменика директора Центра за ладино културу Моше Давид Гаон при Универзитету Бен-Гурион. Од 2014. године је научни саветник Центра за јеврејске студије Универзитета у Вашингтону. Сарадник је Центра за студије јеврејске уметности и културе Филозофског факултета Универзитета у Београду. Био је ангажован и као гостујући предавач Центра за јеврејске студије на Универзитету Стенфорд.

### Књижевни рад
Папов историјски роман Сарајевска мегила је 2001. године ушао у ужи избор за НИН-ову награду, а он је међу 10 кандидата био најмлађи аутор.

### Друге активности
Папо је организатор и учесник бројних научних конференција. Аутор је сталне поставке о рабину Шабатају Цвију у Градском музеју у Улцињу.
Од 2009. до 2019. године је одржао низ предавања на различите јеврејске теме у оквиру Бнеи Брит ложе Србија 676.

## Награде и признања
- Награда за истакнуту магистарску тезу, Министарство просвете Државе Израел (2005);
- Награда Дов Садан, Фондација Дов Садан Универзитета у Тел Авиву (2005);
- Награда за истакнуту докторску дисертацију, Министарство просвете Државе Израел (2009);
- Награда Бен-Цви за студије јеврејског друштва на Истоку (2014).

### Научни радови
1. Агада — казивање о Проласку: транслитерација хебрејског и ладино текста, 1996.
2. Борба, дух и опстанак: Партизанска агада: јединствена пасхална пародија из времена Холокауста, Нови Сад (2020)  978-86-7188-196-8.

### Књижевна дела
1. La Megila de Saray, Јерусалим 1999;
2. Сарајевска мегила: скица за портрет једног свијета у тринаест пореза, Центар за стваралаштво младих, Београд 2001;
3. Сефардске приче, Центар за стваралаштво младих, Београд 2000;
4. Часовничар и сачасовници: збирка постисторијских прича, Босанска ријеч, Тузла 2007;
5. Несабране приче и још несабраније мисли и цртице, а о десетерцу да се и не говори, Издавачка кућа Агора, (2022)  978-86-6053-345-8.